# Mammillaria pennispinosa
Mammillaria pennispinosa (укр. Мамілярія пеніспіноза, мамілярія перистоколючкова) — сукулентна рослина з роду мамілярія (Mammillaria) родини кактусових (Cactaceae).

## Історія

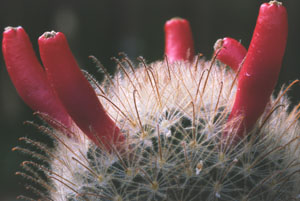
Mammillaria pennispinosa з плодами

Вид вперше описаний швейцарським ботаніком Гансом Крайнцем (нім. Hans Krainz, 1906—1980) у 1948 році у виданні нім. «Sukkulentenkunde».

## Етимологія
Видова назва походить від лат. penni — «перистий» і лат. spinam — колючка і пов'язана з виглядом коючок цієї мамілярії.

## Ареал і екологія
Mammillaria pennispinosa є ендемічною рослиною Мексики. Ареал розташований у штатах Коауїла і Дуранго. Рослини зростають на висоті від 1300 до 1500 метрів над рівнем моря в ущелинах на крутих вулканічних породах в пустелі.

## Морфологічний опис
| Орган              | Опис |
| Рослини            | поодинокі, з часом формують кластери.                                                                   |
| Коріння            | |
| Стебло             | кулясте, 3-4 см заввишки і в діаметрі.                                                                  |
| Епідерміс          | |
| Маміли             | в'ялі, циліндричні, без молочного соку.                                                                 |
| Ареоли             | |
| Аксили             | спочатку з пухом, пізніше голі.                                                                         |
| Центральні колючки | 1-3, покриті пушком, коричнево-червоні з жовтою основою, завдовжки 10-12 мм, одна з гачком.             |
| Радіальні колючки  | 16-20, тонкі, прямі, перисті, сірувато-білі до жовтувато-помаранчевих і червонуватих, завдовжки 5-8 мм. |
| Квіти              | білі з рожевими центральними прожилками на пелюстках, до 15 мм завдовжки і в діаметрі.                  |
| Бутони             | |
| Зовнішні пелюстки  | |
| Внутрішні пелюстки | |
| Тичинки            | |
| Маточка            | |
| Плоди              | червоні, завдовжки 15-20 мм.                                                                            |
| Насіння            | чорне.                                                                                                  |

## Чисельність, охоронний статус та заходи по збереженню

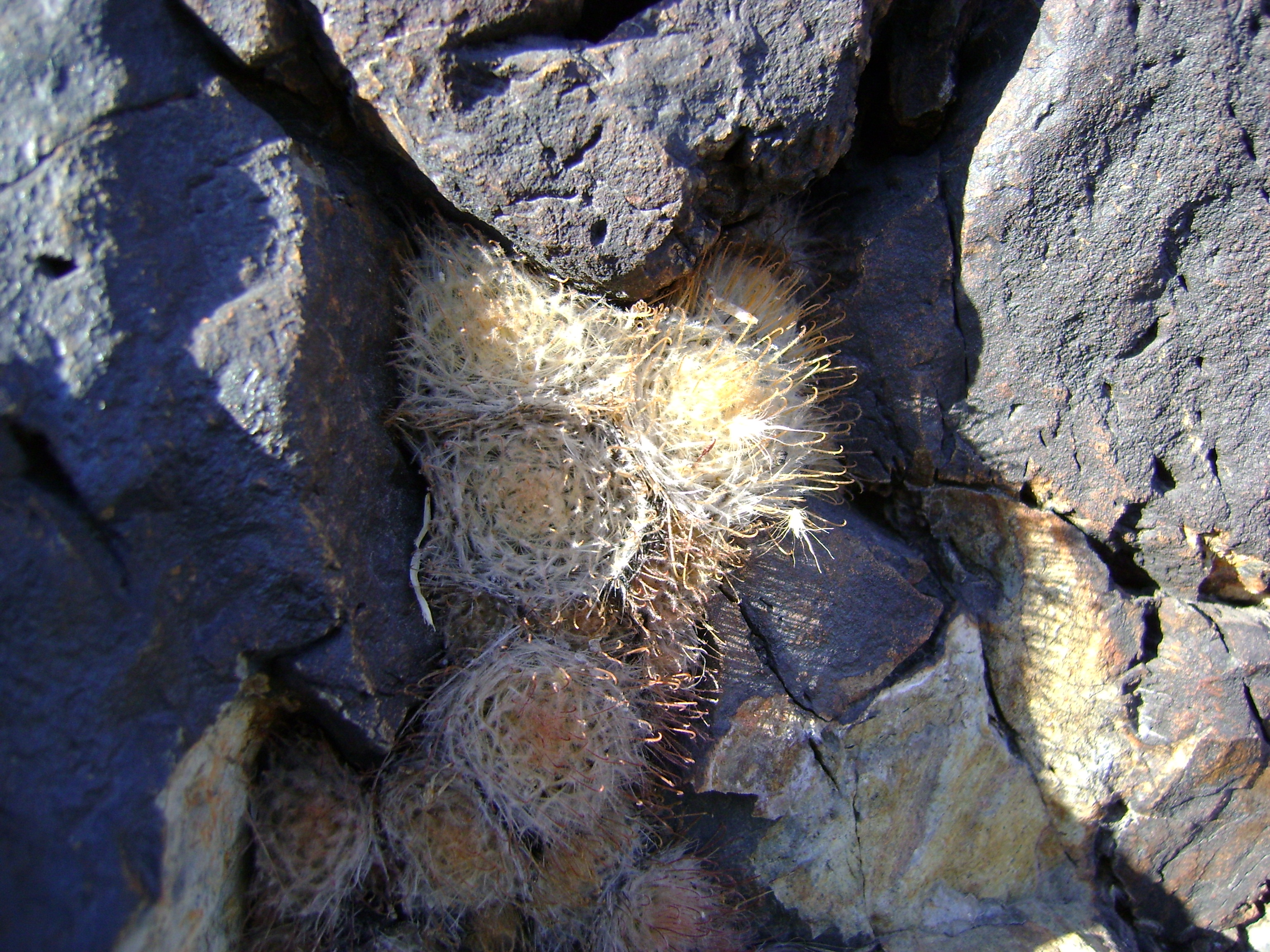
Mammillaria pennispinosa у природних умрвах, штат Дуранго

Mammillaria pennispinosa входить до Червоного списку Міжнародного союзу охорони природи на межі зникнення (CR).
Вид має дуже низьку площу розміщення — не більше 1 км². Відомо лише одне місце зростання. Відбувається корочення чисельності рослин внаслідок незаконного збирання. Поточна чисельність Mammillaria pennispinosa оцінюється у 1250 особин.
У Мексиці ця рослина занесена до Національного переліку видів, що перебувають під загрозою зникнення, де вона включена до категорії «підлягає особливому захисту».
Охороняється Конвенцією про міжнародну торгівлю видами дикої фауни і флори, що перебувають під загрозою зникнення (CITES).

## Утримання в культурі
Один з найпопулярніших видів з цього роду. Він складний у вирощуванні і чутливий до перезволоження. Рослина потребує проникного ґрунту (до 50 % суміші — крупний пісок або щебінь) і нижнього поливу, тому що пірчасті колючки вбирають і утримують вологу, що в умовах помірного клімату значно гіршое для цих рослин, ніж в сонячній Мексиці.